# 老岚水库
老岚水库位于山东省烟台市福山区、牟平区和栖霞市交汇处，外夹河中游，为大（二）型水库。

## 技术概况
控制流域面积624平方公里，总库容1.58亿立方米、兴利库容8491万立方米。防洪库容为1400万立方米。下游河段防洪标准由50年一遇提高到100年一遇。年平均可增加城市供水量4530万立方米。其中生活工业供水4133万立方米，灌溉396万立方米。

## 工程历史
1999年老岚水库工程正式申报并得到国家批复。此后，因胶东调水工程启动实施，加之连续多年丰水，老岚水库立项建设工作暂时搁置。2014年-2017年，烟台市连续遭遇严重持续干旱。2015年4月，启动了史上首次应急调引黄河水工程，黄河水进入烟台市后全部储存在门楼水库。2016年首次调引长江水入烟台，由门楼水库和高陵水库调蓄。从2015年到2020年，烟台先后6次调水，调水量5.07亿立方米，其中2020年调水量2.34亿立方米，调水量巨大，成本高昂。新建老岚水库在2030年可满足烟台市城镇生活及工业用水需求，2035年结合南水北调东线二期工程基本满足烟台市城镇生活及工业用水需求。
2020年10月26日上午，烟台市老岚水库枢纽工程开工建设。施工期36个月。概算总投资83.2亿元。是改革开放以来山东省第2座（枣庄庄里水库2019年建成蓄水）、胶东地区第1座新建大型水库工程。2024年老岚水库具备蓄水条件。
工程淹没栖霞市、牟平区、福山区的3个镇、28个村，搬迁3539户、9727人。工程淹占土地2.7万亩，其中耕园地1.65万亩。